# Diaspidiotus convexus
Diaspidiotus convexus är en insektsart som beskrevs av Goux 1951. Diaspidiotus convexus ingår i släktet Diaspidiotus och familjen pansarsköldlöss.
Artens utbredningsområde är Frankrike. Inga underarter finns listade i Catalogue of Life.